# Steyr IV
Der Steyr IV ist ein Pkw der Mittelklasse, den die Oesterreichische Waffenfabriks-Gesellschaft (ab 1926: Steyr-Werke) als Ergänzung zum großen Modell II 1922 herausbrachte. Er war für die größeren Käuferschichten der Mittelklasse gedacht, kam aber dort nicht recht an.
Der Wagen hatte einen 4-Zylinder-sv-Reihenmotor vorne eingebaut, der über ein 4-Gang-Getriebe die Hinterräder antrieb. Bis 1924 wurden von diesem Fahrzeug – auch 7/23 PS genannt – nur 950 Exemplare hergestellt.

## Technische Daten
| Typ                   | IV                  |
| Bauzeitraum           | 1922–1924           |
| Aufbauten             | T4, L4              |
| Motor                 | 4 Zyl. Reihe 4 Takt |
| Ventile               | stehend (sv)        |
| Bohrung × Hub         | 76 mm × 100 mm      |
| Hubraum               | 1814 cm³            |
| Leistung (PS)         | 23                  |
| Leistung (kW)         | 17                  |
| Verbrauch             |                     |
| Höchstgeschwindigkeit | 80 km/h             |
| Leergewicht           | 820 kg              |
| Zul. Gesamtgewicht    |                     |
| Elektrik              | 12 Volt             |
| Länge                 |                     |
| Breite                |                     |
| Höhe                  |                     |
| Radstand              | 2900 mm             |
| Spur vorne / hinten   | 1100 mm / 1100 mm   |
| Wendekreis            |                     |

- T4 = 4-türiger Tourenwagen
- L4 = 4-türige Limousine

## Quelle
- Werner Oswald: Deutsche Autos 1920–1945, Motorbuch Verlag Stuttgart, 10. Auflage (1996), ISBN 3-87943-519-7